# Ambasciata del Liechtenstein a Vienna
Nell'ambasciata e rappresentanza permanente del Liechtenstein a Vienna sono accreditate le missioni diplomatiche del Liechtenstein all'OSCE, in Austria, all'ONU e in Cechia.

## Storia

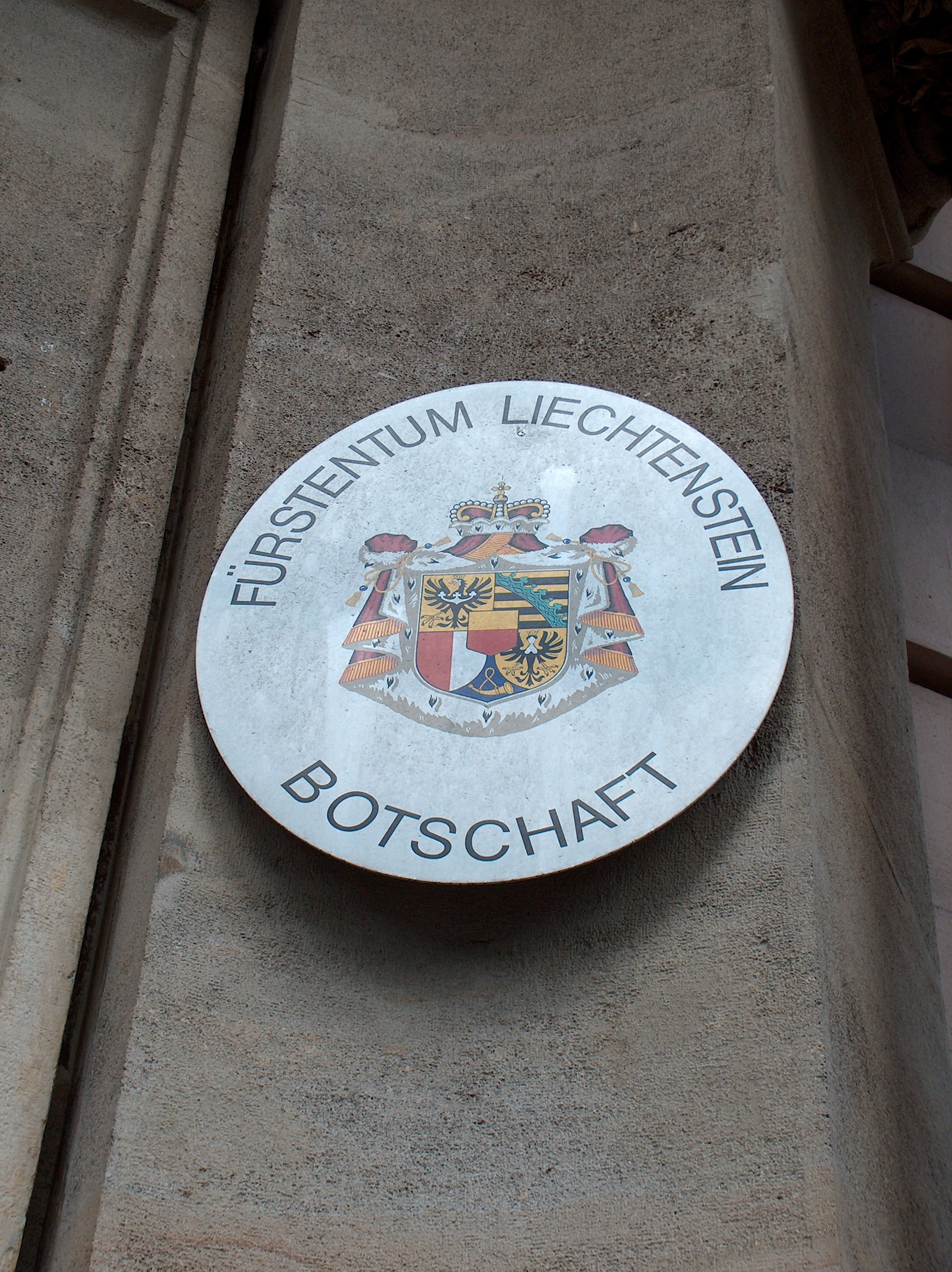

L'ambasciata del Liechtenstein in Austria fu istituita nel 1983, ma aveva sede all'interno della missione a Berna.
A Vienna il Principato stabilì contatti diplomatici con la Conferenza sulla sicurezza e sulla cooperazione in Europa nel 1994 (OSCE dal 1995); l'ambasciata in Austria vi fu poi spostata nel 1998.
Dal 2000 e dal 2011 accoglie rispettivamente anche la rappresentanza del Liechtenstein alle Nazioni Unite (ONU) e l'ambasciata, non residente, in Repubblica Ceca.
Tuttavia, il Liechtenstein non è soltanto accreditato presso la sede viennese dell'ONU, ma anche in quella centrale con una specifica rappresentanza a New York.

## Elenco degli ambasciatori
| Nº | Nome                              | Periodo   | Note  |
| -- | --------------------------------- | --------- | ----- |
| 1º | Enrico Hartneid del Liechtenstein | 1983-1991 | [ 2 ] |
| 2º | Mario von Ledebur-Wicheln         | 1991-1996 | [ 2 ] |
| 3º | Maria-Pia Kothbauer               | Dal 1996  | [ 2 ] |